# Kinoprogrammpreis
Der Kinoprogrammpreis des Beauftragten der Bundesregierung für Kultur und Medien ist eine jährlich vergebene Auszeichnung für Kinos mit einem kulturell herausragenden Jahresfilmprogramm in Deutschland. Vorläufer des Kinoprogrammpreises war der seit 1970 vom Bundesinnenministerium vergebene Bundesfilmprogrammpreis. Weitere Kinoprogrammpreise werden in Deutschland von den regionalen Filmförderungsanstalten vergeben.

## Bedeutung
Neben Preisen für das allgemeine Jahresfilmprogramm umfassen die Kinoprogrammpreise des Kulturstaatsministers Sonderpreise für Kinder- und Jugendfilmprogramme sowie Preise für ein gutes Dokumentar- und Kurzfilmprogramm.
Die Mittel für den Kinoprogrammpreis betragen seit 2018 1,8 Millionen Euro. Hiermit möchte die Bundesregierung „dazu beigetragen […], dass die kulturell reiche Film- und Kinolandschaft in Deutschland erhalten wird“. 2017 wurden 214 Kinos mit Preisen ausgezeichnet, die zwischen 2.500 und 20.000 Euro lagen.